# Kapitał (album)
Kapitał (ros. Капитал) – ósmy album studyjny białoruskiego zespołu rockowego Lapis Trubieckoj. Został wydany pod koniec kwietnia 2007 roku i rozpoczął trylogię Agitpop, będąc też pierwszym albumem w historii grupy, w którym piosenki nawiązują do sytuacji politycznej. Na płycie znalazły się premierowe kompozycje oraz nowe wersje starych utworów zespołu: „Ramonki” i „Jewpatorija”. W lipcu 2013 roku album został wydany na płycie winylowej.

## Lista utworów
| Nr  | Tytuł utworu        | Oryginalna pisownia tytułu | Długość |
| --- | ------------------- | -------------------------- | ------- |
| 1.  | „Zołotaja antiłopa” | «Золотая антилопа»         | 3:36    |
| 2.  | „Kapitał”           | «Капитал»                  | 3:16    |
| 3.  | „Gojko Miticz”      | «Гойко Митич»              | 3:37    |
| 4.  | „Kiercz-2”          | «Керч-2»                   | 3:23    |
| 5.  | „Kotik”             | «Котик»                    | 1:53    |
| 6.  | „Andriusza”         | «Андрюша»                  | 3:51    |
| 7.  | „Ramonki”           | «Рамонкі»                  | 3:04    |
| 8.  | „Sobaki”            | «Собаки»                   | 3:01    |
| 9.  | „Ogońki”            | «Огоньки»                  | 2:56    |
| 10. | „Towariszcz”        | «Товарищ»                  | 3:38    |
| 11. | „Chare”             | «Харэ»                     | 2:46    |
|     |                     |                            | 35:01   |

| Utwór bonusowy na wydaniu podarunkowym albumu | Utwór bonusowy na wydaniu podarunkowym albumu | Utwór bonusowy na wydaniu podarunkowym albumu | Utwór bonusowy na wydaniu podarunkowym albumu |
| Nr                                            | Tytuł utworu                                  | Oryginalna pisownia tytułu                    | Długość                                       |
| --------------------------------------------- | --------------------------------------------- | --------------------------------------------- | --------------------------------------------- |
| 1.                                            | „Jewpatorija”                                 | «Евпатория»                                   | 4:24                                          |

| Utwory bonusowe w wersji dla składanki Parad-Alle | Utwory bonusowe w wersji dla składanki Parad-Alle | Utwory bonusowe w wersji dla składanki Parad-Alle | Utwory bonusowe w wersji dla składanki Parad-Alle |
| Nr                                                | Tytuł utworu                                      | Oryginalna pisownia tytułu                        | Długość                                           |
| ------------------------------------------------- | ------------------------------------------------- | ------------------------------------------------- | ------------------------------------------------- |
| 1.                                                | „Kapitał” (Noize MC rmx)                          | «Капитал» (Noize MC rmx)                          | 2:35                                              |
| 2.                                                | „Kapitał” (1915 Igor Vdovin mix)                  | «Капитал» (1915 Igor Vdovin mix)                  | 2:30                                              |

## Twórcy
- Siarhiej Michałok – wokal
- Pawieł Bułatnikau – wokal, tamburyn
- Rusłan Uładyka – gitara
- Pawieł Kuziukowicz – trąbka, chórki
- Iwan Hałuszka – puzon, chórki
- Dzianis Sturczanka – gitara basowa (utwory 1-3, 7, 9)
- Dzmitryj Świrydowicz – gitara basowa (utwory 4-6, 8, 10-11 oraz „Jewpatorija”)
- Alaksandr Starażuk – perkusja
- Waler Szczerica – trąbka (gościnnie, utwory 8, 10, 11)[4]
- Alaksiej Cierachau – autor okładki[2]